# 小社神社
小社神社（おごそじんじゃ）は、伊勢神宮皇大神宮（内宮）の末社。水の神を祀る神社で、内宮の禰宜を務め鎮座地周辺を開拓した荒木田氏が本拠を置いていた地にある。

## 概要
三重県度会郡玉城町小社曽根（おごそそね）に鎮座する。玉城町にある13の内宮摂末社のうちの1社である。内宮の末社16社のうち第4位である。社地の面積は7反22歩（≒7,014.9m2）ある。地域では「雨の宮」または「雨の宮さん」と呼び、日照りが続くと雨乞い祈願が行われていた。
祭神は、高水上命（たかみなかみのみこと）。水の神であり、玉城町内にある内宮摂社の坂手国生神社にも祀られている。神体は石である。

## 歴史
倭姫命が定めた神社である。伊勢神宮の末社の定義により、『延暦儀式帳』成立、すなわち延暦23年（804年）以前に創建された。内宮の御料田として地域を開拓した荒木田氏の一門は小社曽根に本拠を置き、小社神社を氏神として尊んできた。『建久三年皇太神宮年中行事』（1192年）には旧暦4月の初申の日に一族で参拝したと記されている。
戦国時代になると武家勢力が侵入し、荒木田氏は内宮の鎮座する宇治へ移り、小社神社は衰退した。神宮では明治の初期、社殿が中絶した摂末社21社の再興を目指した。まず1874年（明治7年）、宇治山田神社・鴨下神社・津布良神社・大津神社の再興が実現した。続いて1875年（明治8年）には5社の再興を教部大輔に願い出た。この願い出は聞き届けられなかったが、1880年（明治13年）に御塩殿神社の東西御倉の古材をもって小社神社と葭原神社の社殿が造営された。残る15社については再興されることはなかった。
1911年（明治44年）3月に造り替えられた。

## 交通
小社神社は周囲を田に囲まれている。三重県道717号岩出田丸線から少し入ったところにある。
公共交通
- JR参宮線田丸駅より南東へ徒歩約25分[9]（約2.0km）。

自家用車
伊勢自動車道玉城ICより約10分（約5.0km）。付近に駐車場はない。